# C. T. C. Wall

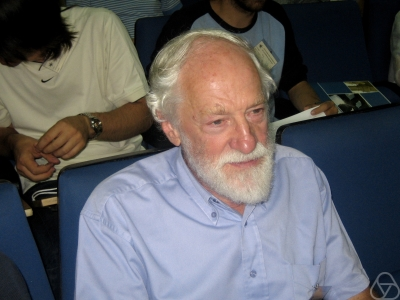
Charles T.C. Wall am ICM in Segovia, 2006

Charles Terence Clegg „Terry“ Wall (* 14. Dezember 1936 in Bristol) ist ein englischer Mathematiker, der sich mit Topologie beschäftigt.

## Leben
Wall besuchte das Marlborough College in der Grafschaft Wiltshire und studierte dann am Trinity College der Universität Cambridge, dessen „Fellow“ er von 1959 bis 1964 war. Wall wurde 1960 bei Erik Christopher Zeeman (und John Frank Adams) promoviert (Algebraic aspects of cobordism). 1960/1961 war er am Institute for Advanced Study. 1964 wurde er Reader in Oxford (und Fellow des St. Catherine College) und 1965 Professor an der Universität Liverpool, wo er bis zu seiner Emeritierung blieb.
Wall beschäftigte sich zunächst mit der Kobordismentheorie (von René Thom) und war einer der Begründer der Surgery-Theorie (Chirurgie) in der geometrischen Topologie. Später beschäftigte er sich mit der Theorie der Singularitäten in der Differentialtopologie und in der Topologie algebraischer Varietäten.
1965 erhielt er den Junior-Berwick-Preis, 1976 den Senior-Whitehead-Preis und 1988 den Pólya-Preis der London Mathematical Society. 1969 wurde er in die Royal Society gewählt, deren Sylvester-Medaille er 1988 erhielt. 1970 hielt er einen Plenarvortrag auf dem Internationalen Mathematikerkongress (ICM) in Nizza (Geometric Topology: Manifolds and Structures) und 1966 einen Vortrag auf dem in Moskau (Homeomorphism and Diffeomorphism classification of manifolds).
Von 1972 bis 1980 und von 1992 bis 1996 war er im Council der London Mathematical Society, deren Präsident er von 1978 bis 1980 war. 1990 wurde er Mitglied der dänischen Akademie der Wissenschaften. Er ist Fellow der American Mathematical Society.
Zu seinen Doktoranden zählen J. Michael Boardman und Andrew Casson.

## Schriften
- Determination of the Cobordism Ring, Annals of Mathematics, Band 72, 1960, S. 292–311.
- Cobordism exact sequences for differential and combinatorial manifolds Annals of Mathematics, Band 77, 1963, S. 1–15.
- Classification of (n-1)-connected 2n-manifolds, Annals of Mathematics, Band 75, 1962, S. 163–189.
- Classification problems in differential topology, Teil 1, Classification of handlebodies, Topology, Band 2, 1963, S. 253–261, Teil 2: Diffeomorphisms of handlebodies, Topology, Band 2, 1963, S. 263–272.
- Poincare complexes I, Annals of Mathematics, Band 86, 1967, S. 213–245.
- Finiteness conditions for CW-complexes, Teil 1, Annals of Mathematics, Band 81, 1965, S. 56–69, Teil 2, Proc. Roy. Soc. A, Band 295, 1966, S. 129–139.
- Surgery of non-simply connected manifolds, Annals of Mathematics, Band 84, 1966, S. 217–276.
- Surgery on compact manifolds. Academic Press 1970, American Mathematical Society 1999.
- A geometric introduction to topology. Addison-Wesley 1972, Dover 1993.
- mit A. du Plessis: The geometry of topological stability. Oxford University Press 1995.
- Singular Points of Plane Curves. Cambridge University Press 2004.
- Herausgeber: Proc. Liverpool Singularity Symposium 1,2, Lecture Notes in Mathematics 192, 209, Springer 1971
- Herausgeber: Homological Group Theory, London Mathematical Society Lecture Notes 36, Cambridge University Press 1979